# کازانوو (استان ماسوویان)
کازانوو (به لهستانی:  Kazanów) یک روستا در لهستان است که در گمینا کازانوو واقع شده‌است.
 کازانوو  ۴۶۰ نفر جمعیت دارد.